# Quercus rubramenta
Quercus rubramenta — вид дубів, що росте в Мексиці.

## Морфологічна характеристика
Дерево 25–40 метрів у висоту, стовбур до 1 метра у діаметрі. Листки 10–25 × 3–8 см, опадні, шкірясті, від яйцювато-ланцетних до еліптичних; верхівка загострена; основа заокруглена чи ослаблена; край цілісний, товстий, злегка хвилястий, іноді з 1 або 2 парами зубців з щетинками біля верхівки; з обох боків голі, знизу іноді з пазуховими пучками; ніжка листка 2–5 мм, незабаром стає голою. Цвіте з лютого по квітень; чоловічі сережки завдовжки 5–12 см; маточкові — завдовжки 1.5–2 см, зазвичай 3-квіткові. Жолудь завдовжки 10–18 мм, довгасто-еліпсоїдний, запушений, поодиноко чи до 3-х разом, на 1/3–1/2 укладений в чашечку; дозрівання через 1 рік у червні-серпні.

## Поширення
Зростає в пд.-зх. Мексиці (Герреро, Оахака). Росте на висотах 2200–2950 метрів.